# 小行星1366
小行星1366（1366 Piccolo）是一颗围绕太阳公转的小行星。1932年11月29日，歐仁·約瑟夫·德爾波特在于克勒发现了此天体。
該小行星以布魯塞爾《晚報》主編奧古斯特·考文（Auguste Cauvin）的筆名「Piccolo」命名。
这颗小行星的绝对星等为283.2168139520778等。